# The Floor Is Jelly
The Floor Is Jelly est un jeu vidéo de plates-formes-réflexion créé par Ian Snyder, sorti en 2014 sur Windows et Mac OS. Sa musique a été composée par Disasterpeace.

## Accueil
- Canard PC : 8/10[1]
- Eurogamer : 8/10[2]
- Gamekult : 6/10[3]
- Jeuxvideo.com : 13/20[4]

Le jeu a été nommé au Prix du meilleur jeu étudiant lors de l'Independent Games Festival 2012.